# 中院通為
中院 通為（なかのいん みちため）は、戦国時代の公卿。権中納言・中院通胤の子。官位は正二位・内大臣。父祖と同じく、たびたび加賀国に下向・在国し、家領額田庄などの直務支配に努めた。本名は通右・通量。

## 経歴
大永元年（1521年）9月に5歳で叙爵され、大永6年（1526年）10月侍従に任官。享禄4年（1531年）4月従四位下に叙されて元服し、天文2年（1533年）11月左権中将を兼ねた際に通量から通為へ改名した。天文3年（1534年）2月従四位上・参議に叙任されて公卿に列し、天文4年（1535年）2月正四位下、天文5年（1536年）4月従三位へと進む。天文6年（1537年）3月幕府が加賀額田庄の代官を主張する国人朝日氏の訴訟を退け、中院家による直務を命じたため、6月に同国へ下向。在国中の天文9年（1540年）6月所労のため辞職したが、天文10年（1541年）6月朝廷から在京継続の要請を受け、9月に上洛・参内し、12月参議に還任する。さらに天文11年（1542年）閏3月正三位・権中納言に叙任され、天文12年（1543年）3月侍従を兼ねた。同年11月年貢を未進した泉弥二郎なる者に対処すべく、再び加賀へ下向。通為は泉の田地を没収する強硬策に出るも、報復されて横領の暴挙に遭い、天文15年（1546年）5月幕府から額田庄の知行が安堵されている。その後の直務の動向は不明ながら、天文24年（1555年）9月加賀より再び上洛し、弘治2年（1556年）1月正二位、9月権大納言に叙任される。永禄元年（1558年）9月近臣となったが、どのような事情があってか、永禄2年（1559年）11月三度加賀へ下向。初め額田庄内の桑原（加賀市桑原町）に居住し、やがて越前国から一向衆が乱入した際、北上して能美郡山内へ逃れた。
永禄7年（1564年）12月在国のまま師秀親王の勅別当となる。永禄8年（1565年）8月万里小路惟房へ書状を送り、「所労危急」のため任槐（大臣に任じられること）を嘆願して勅許を得たが、これには条件が付され、もし本復すれば召し返すこと、逝去すればその日を以て任日とすべしとのことであった。しかして、通為は9月3日に癰腫（腫れ物）のため山内で薨去したので、後日、朝廷では同日付を以て任内大臣の宣下が行われたという（『公卿補任』『諸家伝』）。ただし、同時代の広橋兼秀の自筆と推定される『異本公卿補任』（広橋家本）にはこの注記が一切なく、通為は「腫物所労」で起居していた折、越前より乱入した一向衆に放火されて焼死し、永禄10年（1567年）9月内大臣を追贈されたとの異説が見える。何れにしても、祖父の通世と父の通胤の官が権中納言に留まった通為にとって、大臣昇任が悲願であったことは疑いない。
歌人としては『詠百首和歌』（京都大学附属図書館中院文庫蔵）を残しているが、この中には「いかばかり都の手ぶり忘れましひなのすまゐのとしも経ぬれば」など、在国の侘しさを詠んだ歌も見られ、戦国期公家の心情が窺える。この他、百韻連歌を嗜んだり、正親町天皇の命で源氏物語を校合したりすることもあった。

## 系譜
- 父：中院通胤（1499-1530）
- 母：姉小路済継女（?-1535）
- 妻：三条西公条女
  - 一男：中院通総（1543-1554） - 従五位上・左少将
  - 三男：中院通勝（1556-1610）
  - 男子：公厳（三級、?-?） - 毘沙門堂
- 妾：家女房
  - 女子：岡島一吉室（?-?）
  - 二男：白川雅朝王（1555-1631） - 白川雅業王の猶子
- 生母不明の子女
  - 女子
  - 女子：真祐 - 摂取院